# Johnny Isakson
John Hardy "Johnny" Isakson (født 28. december 1944 i Atlanta, død
19. december 2021) var en amerikansk republikansk politiker. Han var medlem af USA's senat valgt i Georgia fra 2005 indtil 2019. Han var medlem af Repræsentanternes Hus i perioden 1999–2005.